# Breña Alta
Breña Alta er en kommune i det sydvestlige Spanien på øen La Palma i provinsen Santa Cruz de Tenerife, De Kanariske Øer. Den har et indbyggertal på 7.428 (2024) indbyggere.